# Donghu
Donghu léase Dong-Jú (en chino:东湖区; pinyin: Dōnghú qū; lit:lago este) es un distrito bajo la administración directa de la ciudad-prefectura de Nanchang,capital de la provincia de Jiangxi,al este de la República Popular China. Su centro urbano se localiza en una zona de delta a 20 metros sobre el nivel del mar, donde el río Gan confluye al Yangtsé. Su área total es de 22 km² y su población proyectada para 2010 es de 504 000 habitantes.
El distrito fue creado en la dinastía Tang, cuando se construyó un puente a través de Nanchang para cruzar el lago Qingshan (青山湖), dividiendo el área en los distritos del oeste y este.

## Administración
Desde 2013 el distrito Donghu se dividen en 10 subdistritos :
- Dayuan (大院)
- Dongjiayao (董家窑)
- Gongyuan- "Park" (公园)
- Baihuazhou (百花洲)
- Dunzitang (墩子塘)
- Yuzhang (豫章)
- Bayiqiao (八一桥)
- Tengwangge (滕王阁)
- Shajin (沙井)
- Pengjiaqiao (彭家桥)